# 赵庚辰
赵庚辰（1964年3月—），男，河南长葛人，中华人民共和国政治人物。大学学历。

## 生平
1996年加入中国共产党。2011年5月，任许昌县代县长兼许昌新区管委会副主任，2012年4月任许昌县县长。2014年3月，任中共许昌县委书记。2017年，许昌县撤县设区，任中共建安区委书记。2017年5月任许昌市副市长。
2020年6月至2023年1月，任河南省住房和城乡建设厅厅长。